# NGC 643
NGC 643 é um aglomerado aberto na direção da constelação de Hydrus. O objeto foi descoberto pelo astrônomo John Herschel em 1835, usando um telescópio refletor com abertura de 18,6 polegadas. 